# جان مولینکس
جان مولینکس (انگلیسی: John Molyneux; ۳ فوریهٔ ۱۹۳۱ – ۷ مارس ۲۰۱۸) بازیکن فوتبال اهل بریتانیا بود.
از باشگاه‌هایی که در آن بازی کرده‌است می‌توان به باشگاه فوتبال لیورپول اشاره کرد.